# Lijst van Belgische bierfirma's
Lijst van Belgische bierfirma's. Met een bierfirma wordt gewezen op een onderneming die eigenaar van een of meer eigen bieren is en deze zelf commercialiseert als hoofdactiviteit, maar geen eigen brouwinstallatie heeft en deze bieren in opdracht laat brouwen in een andere brouwerij. In Nederland worden vergelijkbare firma's brouwerijhuurders genoemd.

## A
- Alfred - Zulte
- Brouwerij Het Alternatief – Izegem
- Brouwerij De Arend – Hoboken

## B
- Belgian Craft Beer Company - Hasselt
- Beer Project - Watermaal-Bosvoorde
- Better Beer Brewers - Emelgem
- Buitenlust Bier VOF – Machelen-aan-de-Leie
- Belgoobeer – Binche
- Belgian Beer Brewing Company - Gent
- BEryllium ERbium Brewery - La Louvière
- B.G.V. sprl (Forestinne) – Haillot
- BAS-bieren - Ertvelde
- B.O.M.Brouwerij - Bree
- Brouwerij Broeder Jacob bvba – Wezemaal
- Brouwerij Broers - Gentbrugge
- Bieren Van Begeerte - Berchem
- Brouwerij Bier & Karakter - Moorslede
- Brouwerij Bueckenholt - Veltem-Berg
- Brouwerij Serafijn – Itegem
- 't Brugs Bierinstituut - Brugge

## C
- Bieren Cabardouche – Antwerpen
- Brouwerij De Carport - Kortenaken
- Captain Cooker International VOF – Aalter
- Caulier Developpement – Ghislenghien
- Brouwerij Clarysse – Oudenaarde
- Brouwerij Cluysenaer – Kluizen
- La Cress BVBA – Tongeren
- Brouwerij Crombé – Zottegem
- Coin Cassé - Craft Brewers – Nieuwpoort
- Brouwerij Corsendonk NV – Turnhout
- Ceci n'est pas une bière - Aalter

## D
- Brouwerij De Bie – Oostrozebeke
- De believers - Lievegem
- De Biersmid - Zomergem
- Huisbrouwerij De 3 Vaten - Ekeren
- Brouwerij De 6 Helmen - Gent
- Brouwerij Den Buiten - Koekelare
- Bieren Den Haene – De Haan
- Brouwerij De Zwoane - Oostende
- Brouwerij 't Drankorgel - Mol
- Brouwerij Druïde VOF – Deerlijk
- De Cock Meesterbrouwers – Sint-Pauwels
- Brouwerij De Poes - Tielt
- De Gijzelse Microbrouwerij - Gijzenzele
- De Kerf BMCLD - Baardegem

## E
- Brasserie d'Ebly – Ebly
- L'Echasse - Brasserie Artisanale de Namur - Namur

## F
- Family Man Brewing Co - Ham
- Brouwerij Fisser – Zammel
- Flanders Field Brewery – Ieper
- Flurkbrouwers - Everberg
- FoxTown Beer Crew - Vosselaar

## G
- Gageleer CVBA-SO - Oud-Turnhout
- Gibrit - Nieuwrode-Holsbeek
- Brasserie Gilbert - Nandrin
- Ginette Beer / Organic Tribu SPRL - Loupoigne
- Brouwerij Groenendael - Blanden
- Galea Craft Beers - Brasschaat

## H
- Brouwfirma Harlekijn ('t Koelschip) - Oostende
- Brouwfirma Hugel (Zeven Zonden) - Kortrijk
- Hoplinter - Tienen
- Heilig Hart Brouwerij - Kwatrecht

## I
- Inglorious Brew Stars BVBA - Deurne

## J
- John Martin NV – Genval
- Brouwerij Janus - Wevelgem

## K
- Brouwerij Kadee - Serskamp
- Brouwerij De Kassei VOF - Arendonk
- De Kale Ridders bvba – Walshoutem-Landen
- Kempenbrouwerij GCV - Retie
- Brouwerij Kerkom – Kerkom-bij-Sint-Truiden
- Kouter Brewery - Wommersom
- Brouwerij De Kapoen - Aarschot
- Bierfirma KANA - Opwijk

## L
- La Cress Bierfirma - Tongeren
- Bierfirma Lesage – Stekene
- Brasserie du Lion à Plume – Messancy
- De Lustige Brouwers - Weelde
- Brouwerij Lupus BVBA - Aarschot
- Brouwerij Lambrecht - Van Hamme Moerbrugge
- De Leste druppel - Linter
- Lommel Brouwt! - Lommel

## M
- MAK Brewery - Sterrebeek
- Molana - Mol
- Brouwerij Montaigu – Scherpenheuvel
- De Moutloper - Meerhout
- Brasserie de Malonne – Namur
- Microbrasserie de la Principauté - Liège
- Merci Robert - Sint-Amandsberg(Gand)
- Martinas Bieren - Merchtem

## N
- De Nachtraafbrouwers - Diksmuide
- Brouwerij NatteLore - Kessel-Lo
- Hobbybrouwerij Het Nest – Turnhout
- NovaBirra - Eigenbrakel
- NoordSter - Balen

## O
- (T)huisbrouwerij Odlo vzw – Olen
- OWA Brewery - Vorst

## P
- Brouwerij Paeleman - Wetteren
- Bierfirma Paters & Prinsen – Zichem
- Microbrasserie de la Principauté - Luik

## R
- Brouwerij Radermacher - Raeren
- De Relatiebrouwer - Waasmunster
- Brasserie du Renard - Pécrot
- René - Wichelen
- Ribaldus - Veerle
- Rebelgica - Zonhoven
- Runxter – Hasselt

## S
- Brouwerij Slaapmutske – Melle
- Brouwerij Stene - Stene (Oostende)
- Brouwerij Sterkens – Meer
- Swiekes - Oud-Turnhout

## T
- Thylbert BVBA – Oedelem
- Totem – Gent
- Bierfirma Trappieter – Gent
- Brouwerij Traagwater – Heverlee
- Brouwerij 't Drankorgel - Mol
- 't Giesbaargs Muurken – Geraardsbergen
- Brouwerij Troch – Aalst

## U
- Bierfirma Ultima – Diepenbeek

## V
- Beerdevelopment Viven – Sijsele
- Bierfirma Valocco - Beerse
- Brouwerij Vacas – Adegem
- Brouwerij Vanuxeem - Ploegsteert
- De Brouwerij van Vlaanderen bvba – Schilde
- De Verhuisbrouwerij vzw – Deurne
- Brouwerij Verstraete - Diksmuide
- Brouwers Verzet - Anzegem
- Thuisbrouwerij De Vierkante Meter - Schoten
- Brouwerij Vissenberg - Nijlen
- Vliegende Paard Brouwers – Oedelem
- Vorselazarus - Vorselaar

## W
- Waggewild - Neerpelt
- Wieze Beer Belgium - Gijzegem
- Brasserie Waterloo - Genval

## Z
- Bierfirma Zonderik – Zonhoven
- Zeven Zonden - Kortrijk